# Giuseppe Montaldi
Pour les articles homonymes, voir Montaldi.
Giuseppe Montaldi, né dans les États pontificaux en 1730, mort à Sienne en mars 1816, est un philologue et hébraïsant italien.

## Biographie
Né dans les États pontificaux en 1730, entre de bonne heure dans l’Ordre des Prêcheurs et se livre particulièrement à l’étude des langues anciennes. Après avoir enseigné à Rome avec succès pendant plusieurs années, il est appelé à Sienne par le cardinal Zondadari, archevêque de cette ville, où il occupe d’abord une chaire de théologie et ensuite celle d’hébreu. Le P. Montaldi meurt à Sienne en mars 1816.

## Œuvres
- (la) Lexicon hebraïcum et chaldæo-biblicum, vol. 1, Rome, Giovanni Zempel, 1789 (lire en ligne).
- (la) Lexicon hebraïcum et chaldæo-biblicum, vol. 2, Rome, Giovanni Zempel, 1789 (lire en ligne).
- (la) Lexicon hebraïcum et chaldæo-biblicum, vol. 3, Rome, Giovanni Zempel, 1789 (lire en ligne).
- (la) Lexicon hebraïcum et chaldæo-biblicum, vol. 4, Rome, Giovanni Zempel, 1789 (lire en ligne).